# Drombus ocyurus
Drombus ocyurus is een straalvinnige vissensoort uit de familie van grondels (Gobiidae). De wetenschappelijke naam van de soort is voor het eerst geldig gepubliceerd in 1907 door Jordan & Seale.